# Andrzej Niemczyk

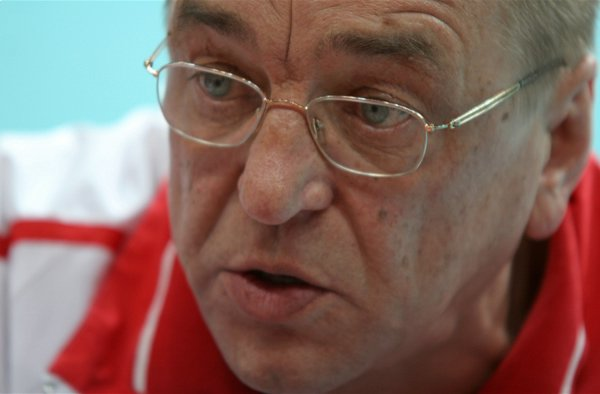
Andrzej Niemczyk (2006)

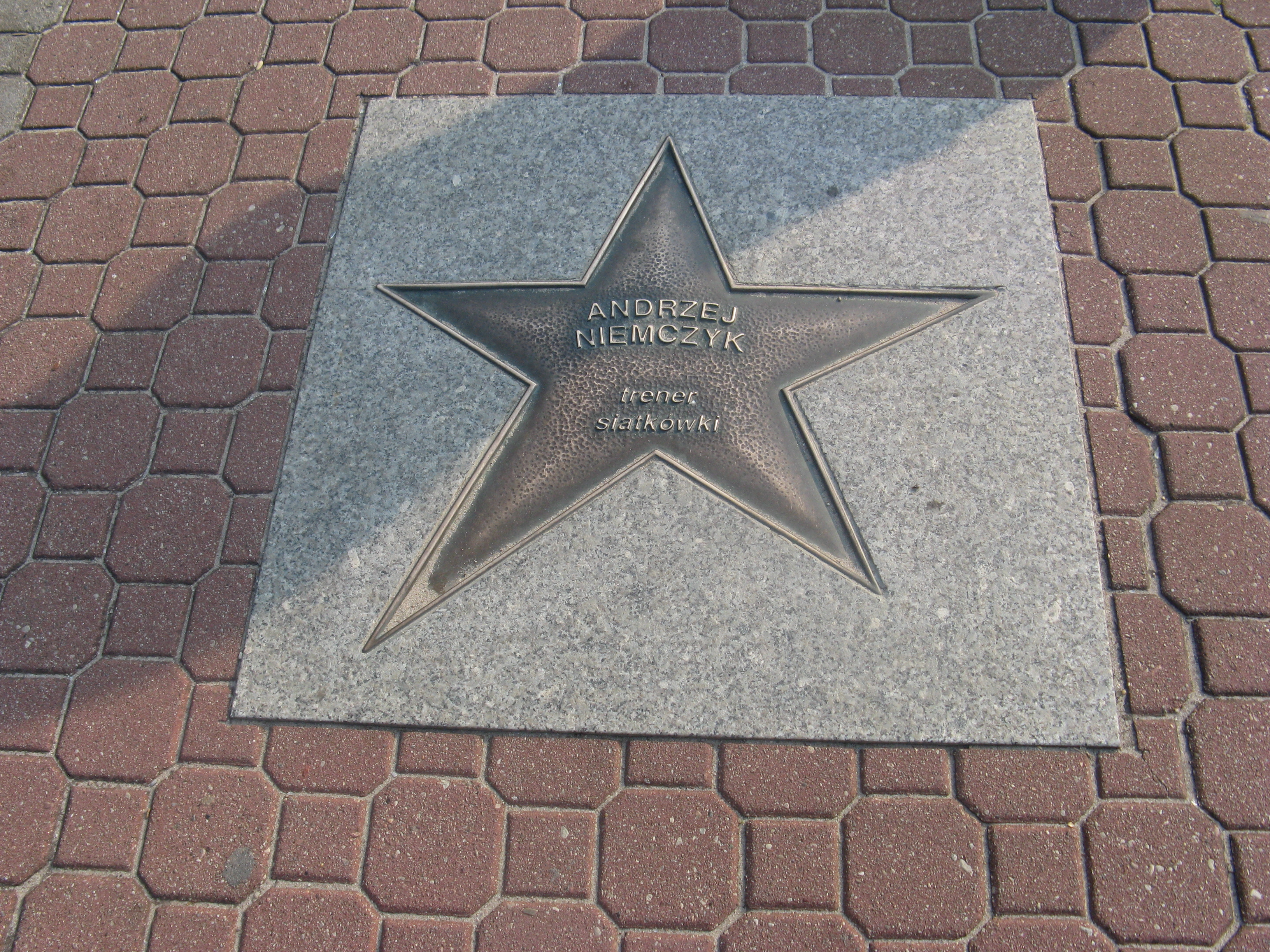
Gwiazda w Alei Gwiazd Sportu we Władysławowie

Andrzej Niemczyk, właśc. Ryszard Andrzej Niemczyk (ur. 16 stycznia 1944 w Łodzi, zm. 2 czerwca 2016 w Warszawie) – polski siatkarz, trener siatkarski i działacz sportowy; twórca sukcesów reprezentacji Polski w piłce siatkowej kobiet, z którą jako trener zdobył dwukrotnie złoty medal na mistrzostwach Europy (2003 i 2005).

## Życiorys
Urodził się w Łodzi w czasie okupacji niemieckiej. Absolwent Akademii Wychowania Fizycznego w Warszawie. Jako siatkarz grał na pozycji rozgrywającego. Karierę zawodniczą rozpoczął w drużynie Społem Łódź. Następnie występował w Anilanie Łódź i Stali Mielec. Reprezentant Polski juniorów i seniorów. Karierę zakończył w połowie lat 60.
Pracę trenerską rozpoczął jeszcze w trakcie kariery zawodniczej od stanowiska opiekuna drużyny juniorów Stali Mielec. Następnie zdecydował się na pracę z drużynami kobiecymi. Stworzył od podstaw drużynę siatkarek ChKS Łódź, z którą awansował do I ligi i w 1976 zdobył mistrzostwo Polski.
W latach 1975–1977 prowadził drużynę narodową kobiet. Podał się do dymisji po mistrzostwach Europy w Finlandii, na których reprezentacja Polski zajęła 4. miejsce. Następnie wyjechał do Niemiec, gdzie przez 10 lat prowadził reprezentację tego kraju oraz drużyny ligowe, m.in. Bayer Lohhof, z którym siedmiokrotnie zdobył mistrzostwo Niemiec. Pracował w Turcji, gdzie prowadził drużyny Eczacibasi Stambuł i Vakifbank Ankara.
W trakcie sezonu 2003/2004 został trenerem Nafty-Gaz Piła.
Po rezygnacji Zbigniewa Krzyżanowskiego w kwietniu 2003 objął ponownie funkcję szkoleniowca reprezentacji Polski, z którą awansował na mistrzostwa Europy w Turcji, gdzie drużyna narodowa zdobyła złoty medal. Prowadzona przez niego reprezentacja powtórzyła ten sukces na odbywających się w 2005 mistrzostwach Europy w Chorwacji. Sukcesy w rozgrywkach kontynentalnych nie szły jednak w parze z osiągnięciami w innych turniejach międzynarodowych. 1 września 2006, po słabych występach w Grand Prix, Andrzej Niemczyk podał się do dymisji. Kilka dni wcześniej usunął z kadry jedną z jej najlepszych zawodniczek Małgorzatę Glinkę.
10 grudnia 2006 zawodniczki reprezentacji Polski wystosowały list otwarty, w którym poprosiły władze Polskiego Związku Piłki Siatkowej o rozpatrzenie możliwości powrotu Andrzeja Niemczyka do pracy na stanowisku selekcjonera.

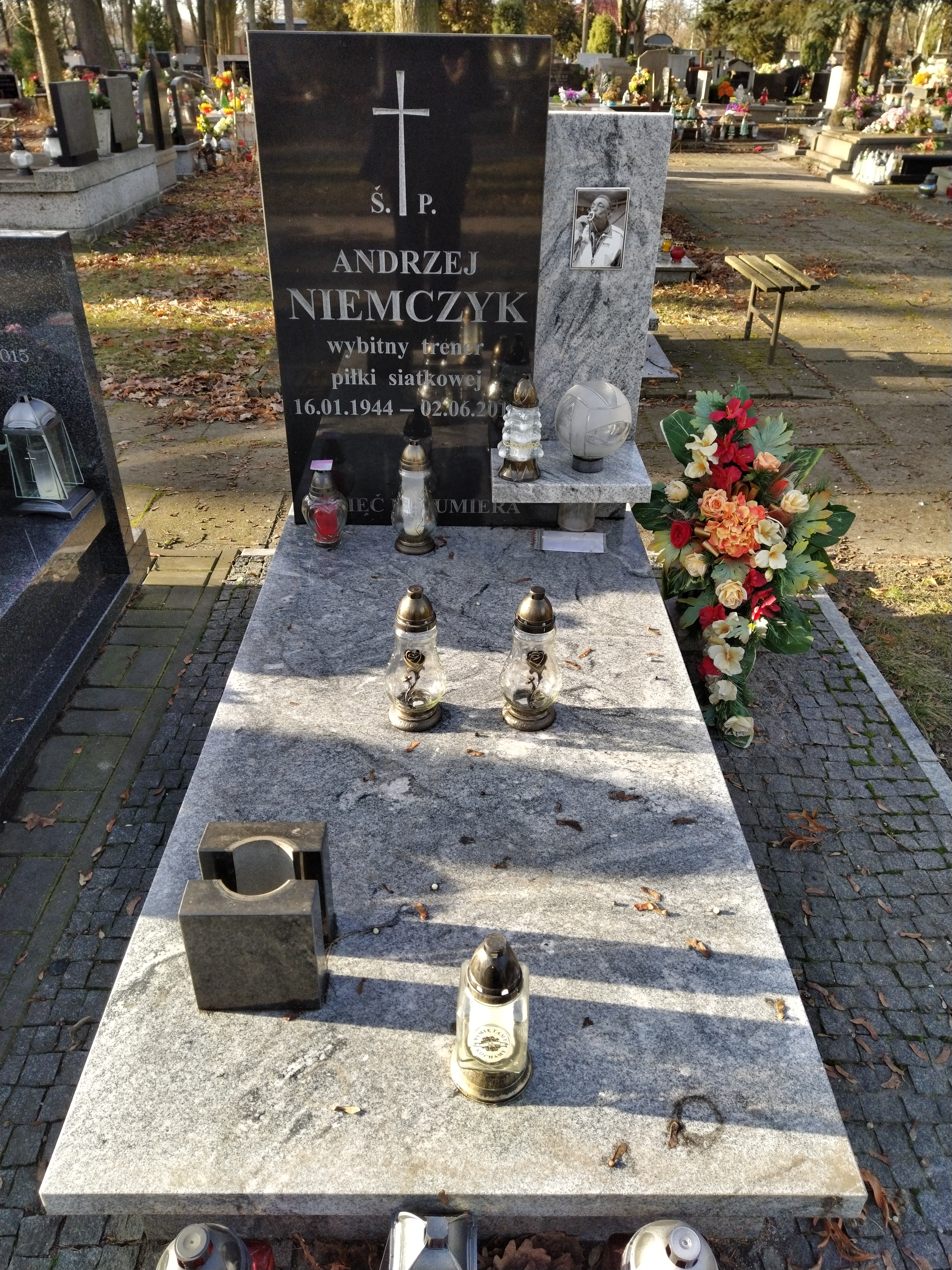
Grób Andrzeja Niemczyka na Cmentarzu Komunalnym na Dołach w Łodzi

W 2005 roku został zdiagnozowany u niego nowotwór węzłów chłonnych i został z niego wyleczony, o czym poinformował media w marcu 2006. Jednak po 10 latach wykryto u niego nieoperacyjnego raka płuc. Zmarł 2 czerwca 2016 roku. Pogrzeb odbył się 14 czerwca 2016 i jego urna z prochami spoczęła w alei zasłużonych na cmentarzu Doły w Łodzi.
W 2005 zwyciężył w plebiscycie Łodzianin Roku.
Od 2007 roku był członkiem Rady Nadzorczej klubu piłkarskiego Widzew Łódź. Od lipca 2008 był prezesem fundacji „Futbol przez wieki”, która zajmuje się pielęgnowaniem tradycji i historii Widzewa.
W 2010 startował z listy KWW Zdzisławy Janowskiej w wyborach do rady miejskiej w Łodzi, z których jednak wycofał się, decyzję tę tłumacząc względami zdrowotnymi.

### Życie prywatne
Był trzykrotnie żonaty, m.in. z Barbarą Hermel-Niemczyk, reprezentantką Polski w latach 1964–1976, olimpijką – zdobywczynią brązowego medalu na igrzyskach w Meksyku w 1968. Miał cztery córki: Małgorzatę (córka Barbary Hermel-Niemczyk) – reprezentantkę Polski i mistrzynię Europy w 2003, a następnie posłankę na Sejm RP, Kingę, która była reprezentantką Francji w piłce siatkowej kobiet, Saskię oraz Nataschę, które grają w reprezentacji Bawarii.

## Osiągnięcia i historia pracy Andrzeja Niemczyka

### Trener reprezentacji narodowej
- Trener reprezentacji Polski  (I okres: 1975–1977)
  - 1975 – 6. miejsce w mistrzostwach Europy w Jugosławii
  - 1977 – 4. miejsce w mistrzostwach Europy w Finlandii
- Trener reprezentacji RFN  (1981–1989)
  - 1982 – 14. miejsce na mistrzostwach świata w Peru
  - 1983 – 5. miejsce na mistrzostwach Europy w NRD
  - 1984 – 6. miejsce na igrzyskach olimpijskich w Los Angeles
  - 1985 – 6. miejsce na mistrzostwach Europy w Holandii
  - 1986 – 13. miejsce na mistrzostwach świata w Czechosłowacji
  - 1987 – 9. miejsce na mistrzostwach Europy w Belgii
  - 1989 – 6. miejsce na mistrzostwach Europy w Niemczech
- Trener reprezentacji Polski  (II okres: 2003–2006)
  - 2003 –  Mistrzostwo Europy w Turcji
  - 2005 –  Mistrzostwo Europy w Chorwacji

### Trener klubowy
- Mistrz Niemiec: 1982,1983,1984,1986,1987,1988 (SV Lohhof)
- Mistrz Turcji: 1997 (Vakifbank), 1998 (Vakifbank), 1999 (Vakifbank), 2001 (Eczacibasi)
- Puchar Europy CEV – 1981 z SV Lohhof (I edycja pucharu)
- Puchar Niemiec z SV Lohhof 1982, 1983, 1984, 1986
- Puchar Niemiec z SCC Berlin 1994, 1996
- Puchar Europy z klubami niemieckimi:
  - 1981 – Zdobywca Pucharu CEV
  - 1982 – 3. miejsce PEMK (SV Lohhof)
  - 1983 – 4. miejsce PEMK (SV Lohhof)
  - 1984 – 3. miejsce PEMK (SV Lohhof)
  - 1985 – 4. miejsce PEMK (SV Lohhof)
  - 1986 – 2. miejsce PEZP (SV Lohhof)
- Puchar Europy z klubami tureckimi:
  - 1991 – 3. miejsce Puchar CEV – Vakifbank
  - 1992 – 3. miejsce Puchar CEV – Vakifbank
  - 1998 – 2. miejsce PEMK – Vakifbank
  - 1999 – 2. miejsce PEMK – Vakifbank
  - 2002 – 4. miejsce PEMK – Eczacibasi

## Odznaczenia
- Krzyż Oficerski Orderu Odrodzenia Polski – 22 listopada 2005[8].
- Krzyż Komandorski Orderu Odrodzenia Polski – 2016, pośmiertnie[9]